# Anchebeeranahalli, Krishnarajpet
Anchebeeranahalli là một làng thuộc tehsil Krishnarajpet, huyện Mandya, bang Karnataka, Ấn Độ.